# Christian Milne
Christian Milne (née le 15 mai 1773 à Inverness et morte après juin 1816) est une poétesse écossaise de l'« époque romantique ».
Ses parents sont pauvres mais elle tire grand profit du peu de scolarité suivie à Auchentoul. Son père est charpentier-ébéniste, elle perd sa mère très tôt. Elle a une belle-mère l'année suivante, Mary Denton. Elle commence à écrire avant l'adolescence mais travaille comme domestique à 14 ans, à Aberdeen. Peu de temps après son mariage avec un charpentier de marine, sa poésie est montrée à Aberdeen au Capitaine Livingston et à d'autres gentlemen, le Right Reverend Bishop Skinner et Mr. Ewen. Cela lui permet d'engager une souscription de 500 ouvrages. Elle en vend alors 600, à la suite de sa publication en 1805.
Le bénéfice de 100 £ est investi dans un navire dont son mari prend le commandement. Elle a huit enfants et continue à écrire, sans autre publication cependant. On trouve une interview et certains de ses poèmes dans Sketches of obscure poets, with specimens of their writings.

## Travaux
- 1805 : Simple Poems on Simple Subjects, Aberdeen, publication de l'auteur par J. Chalmers & Co.